# کارل کاخینیا
کارِل کاخینیا (چکی: Karel Kachyňa؛ ‏ ۱ مهٔ ۱۹۲۴ – ۱۲ مارس ۲۰۰۴) کارگردان فیلم اهل چکسلواکی بود. او در جریان جنگ جهانی دوم مجبور به کار اجباری در کارخانه‌ای در برنسباخ شد.
از فیلم‌ها یا مجموعه‌های تلویزیونی که وی در آن‌ها نقش داشته‌است می‌توان به سه شهریار، باز از روی گودال‌ها خواهم پرید و رؤیاهای ممنوعه اشاره نمود.